# NGC 4105
NGC 4105 este o liner situată în constelația Hidra. A fost descoperită în 7 martie 1791 de către William Herschel. Se află la o distanță de 26,67 de megaparseci de Pământ.